# Qorlortup Itinnera
Qorlortup Itinnera [ˈqɔˌɬːɔtːup iˈtˢinːɜʁa] (nach alter Rechtschreibung K'ordlortup Itivnera) ist eine grönländische Schäfersiedlung im Distrikt Narsaq in der Kommune Kujalleq.

## Lage
Qorlortup Itinnera liegt in einem gleichnamigen Tal, das dem Namen entsprechend den Tunulliarfik mit dem kurzen Fjord Tasiusaq verbindet. 2,3 km nordöstlich liegt die nächste Schäfersiedlung Qorlortoq. Der nächste größere Ort ist Qassiarsuk 5,3 km südsüdöstlich. Die Siedlung liegt im UNESCO-Weltkulturerbe Kujataa und weist Ruinen der Grænlendingar auf.

## Bevölkerungsentwicklung
Für Qorlortup Itinnera wird erst 1983 erstmals eine Einwohnerzahl genannt. Bei der letzten Zählung wurde mit 9 Einwohnern ein Höchststand erreicht. Einwohnerzahlen der Schäfersiedlungen sind letztmals für 2013 bekannt. Qorlortup Itinnera wird statistisch unter „Farmen bei Qassiarsuk“ geführt.